# 阿爾斯特河

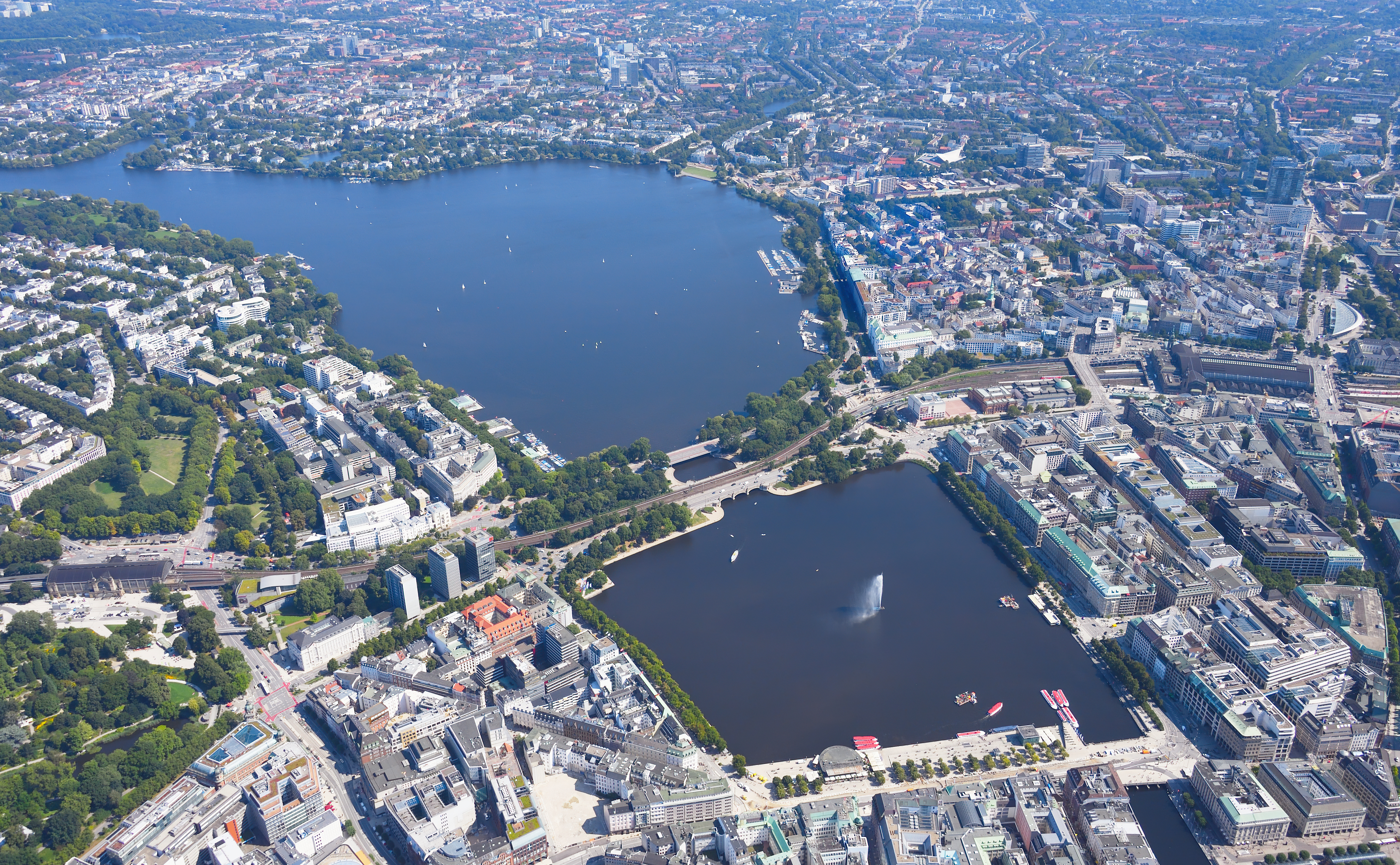

阿爾斯特河（德語：Alster，德語發音：[ˈalstɐ] ⓘ）是德國的河流，位於石勒蘇益格-荷爾斯泰因州，屬於易北河的右支流，河道全長53公里，流域面積587平方公里，發源自亨施泰特-乌尔茨堡，河口處在漢堡。

## 外部連結
- Image gallery （页面存档备份，存于）